# 鈴木一也 (ゲームクリエイター)
鈴木 一也（すずき かずなり、1960年11月1日 - ）は日本のゲームクリエイター。東京生まれ。読みを一時期「すずきいちなり」としていた。オカルト、悪魔学、神話学、宗教学などに関心が高く、ダミアン鈴木（デミアン鈴木）、鈴木大司教などの異名を持つ。ウォー・シミュレーションゲームのデザイナーとして知られる鈴木銀一郎は実父。

## 来歴
1979年にレックカンパニーに入社し、エポック社の「ワールドウォーゲームシリーズ」の制作に携わる。レックカンパニーにてApple IIの『ウィザードリィ』に熱中し、コンピュータRPG制作を志す。
その後、アトラスにてナムコより発売されたファミリーコンピュータ用ソフト『デジタル・デビル物語 女神転生』『デジタル・デビル物語 女神転生II』の制作に携わる。「女神転生」では魔法設定、悪魔設定を担当した他、対話による仲魔システム、合体システムを初めてRPGに導入する。「女神転生II」では世界設定、シナリオを手がけ、その後のメガテンシリーズの基礎を築く。
「真・女神転生TRPG」のキャンペーンでは、東京を中心とした心霊スポットツアーを何度か企画運営する。
1989年に独立し、「遊企画」の代表としてモンスターメーカーシリーズを制作。ゲームボーイでは『モンスターメーカー』『モンスターメーカー2 ウルの秘剣』、ファミリーコンピュータでは『モンスターメーカー 七つの秘宝』、スーパーファミコンでは『モンスターメーカー3 光の魔術師』、PCエンジンでは『モンスターメーカー 闇の竜騎士』（途中で制作を降板）がある。
その後、社名を有限会社「デジタル・デヴィル」と改名。サクセスから『モンスターメーカー4』をゲームボーイアドバンスで、NTTレゾナントから『モンスターメーカーi』をDoCoMoのi-modeで配信するが、2002年に渋谷の事務所を閉鎖している。
2003年11月11日より元気の社員としてシナリオ、企画を担当。シンガポールに滞在し、現地のチームと共に、ニンテンドーDS『ジェットインパルス』の制作に、シナリオ兼ディレクターとして携わる。
2008年、新宿区神楽坂にデジタルデヴィル株式会社を再度設立し、2009年にSNKプレイモアよりDSソフト「ツキビト」を発表。
2012年から、高田馬場の東京デザインテクノロジーセンター専門学校（通称TECH.C.）にて、ゲームプランナー講座の講師を務める。

## 人物
2018年のインタビューにて、「女神転生シリーズ」に纏わる都市伝説として著名な「すぐにけせ」について、開発者視点からデマであると否定した。

## 作品

### コンピューターゲーム
- ナムコ
  - 女神転生 - 悪魔設定、魔法設定、合体仕様
  - 女神転生2 - 世界設定、シナリオ、悪魔設定、悪魔対話、合体仕様
- アトラス
  - 真・女神転生 - 世界設定、シナリオ、悪魔対話、悪魔設定
    - 真・女神転生 東京黙示録 - アスキーコミック連載のコミック版原作

  - 真・女神転生II - 悪魔設定、悪魔対話、シナリオ監修、宝島社刊行の攻略本の悪魔解説
  - 真・女神転生if... - 悪魔設定、悪魔対話、宝島社刊行の攻略本の悪魔解説
- タイトー
  - 東京シャドウ
- アスキー
  - 偽典・女神転生 - ゲームデザイン、ディレクター
- メディアファクトリー
  - 霊刻 -池田貴族心霊研究所- - ミュージシャンで心霊研究家の池田貴族と組んだ本格オカルトもののRPG
- 任天堂/元気
  - ジェットインパルス - DSでのフライトシューティングの主にシナリオ
- アクアゲームズ
  - 明日キミに・・・ - 女子向け恋愛シミュレーションのシナリオ
- SNKプレイモア
  - ツキビト - 新感覚音ゲーアドベンチャーゲーム、企画とシナリオ原案
- ケイブ
  - 真・女神転生IMAGINE - 2009年夏より「Chain of Curse」のシナリオ
- スターフィッシュ・エスディ
  - エルミナージュ異聞 アメノミハシラ - スクリプト
- ザウス
  - 新世黙示録 Death March - 企画/シナリオ

### テーブルトークRPG
- 真・女神転生RPG
- 新世黙示録

### ケータイゲームアプリ
- 魔法のiらんど
  - ワイルドビースト－MIKAGE－